# Ammodytidae
Ammodytidae é uma família de peixes da subordem Trachinoidei. São popularmente chamados galeotas.

## Géneros
- Ammodytes Linnaeus, 1758
- Ammodytoides Duncker et Mohr, 1939
- Bleekeria Günther, 1862
- Gymnammodytes Duncker et Mohr, 1935
- Hyperoplus Günther, 1862
- Lepidammodytes Ida, Sirimontaporn et Monkolprasit, 1994
- Protammodytes Ida, Sirimontaporn et Monkolprasit, 1994